# SN 1979C
SN 1979C va ser una supernova a uns 52,5 megaanys-llum de distància a Messier 100, una galàxia espiral de la constel·lació de Cabellera de Berenice. El novembre del 2010 la NASA va anunciar que s'havia detectat un forat negre a les restes de l'explosió de supernova. Aquest és el més jove descobert fins ara, i, com que està relativament a prop de la Terra, s'espera que pugui servir per estudiar els forats negres millor des del seu naixement.

## Descobriment
SN 1979C va ser descoberta, com el seu nom indica, el 1979 (concretament el 19 d'abril) per l'astrònom aficionat G. E. Johnson. Tanmateix, observacions posteriors van afirmar, basant-se en la corba de llum de ràdio, que l'explosió havia ocorregut aproximadament al 4 d'abril.

## Explosió
SN 1979C té una edat de només 31 anys; com a comparació, la Nebulosa del Cranc en té 953. Es va formar quan una estrella unes 20 vegades més massiva que el Sol va explotar. Concretament, es creu que podria ser un sistema binari, i l'estrella seria una supergegant vermella amb 17 masses solars.